# 派爾氏擬雀鯛
派爾氏擬雀鯛，為鱸形目鱸亞目擬雀鯛科的其中一種，為熱帶海水魚，分布於中西太平洋印尼、帛琉、巴布亞紐幾內亞海域，深度40-87公尺，本魚體延長而側扁，頭部及身體前半部鐵灰色至褐色，體後半部至尾鰭黃色、腹部銀白色，背鰭硬棘3枚、背鰭軟條25-28枚、臀鰭硬棘3枚、臀鰭軟條14-15枚，體長可達8公分，棲息在陡峭的珊瑚礁區，生活習性不明。

## 擴展閱讀
維基物種上的相關：派爾氏擬雀鯛